# Antonio Adán
Antonio Adán er en spansk fodboldspiller som spiller som målmand for spanske Atletico Madrid.
Han fik sin debut for Real Madrids førstehold den 13. februar 2011 imod Espanyol i La Liga da førstemålmanden Iker Casillas blev udvist.